# Fromia ghardaqana
Fromia ghardaqana är en sjöstjärneart som beskrevs av Ole Theodor Jensen Mortensen 1938. Fromia ghardaqana ingår i släktet Fromia och familjen Ophidiasteridae. Inga underarter finns listade i Catalogue of Life.

## Bildgalleri

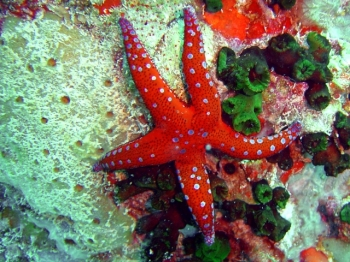
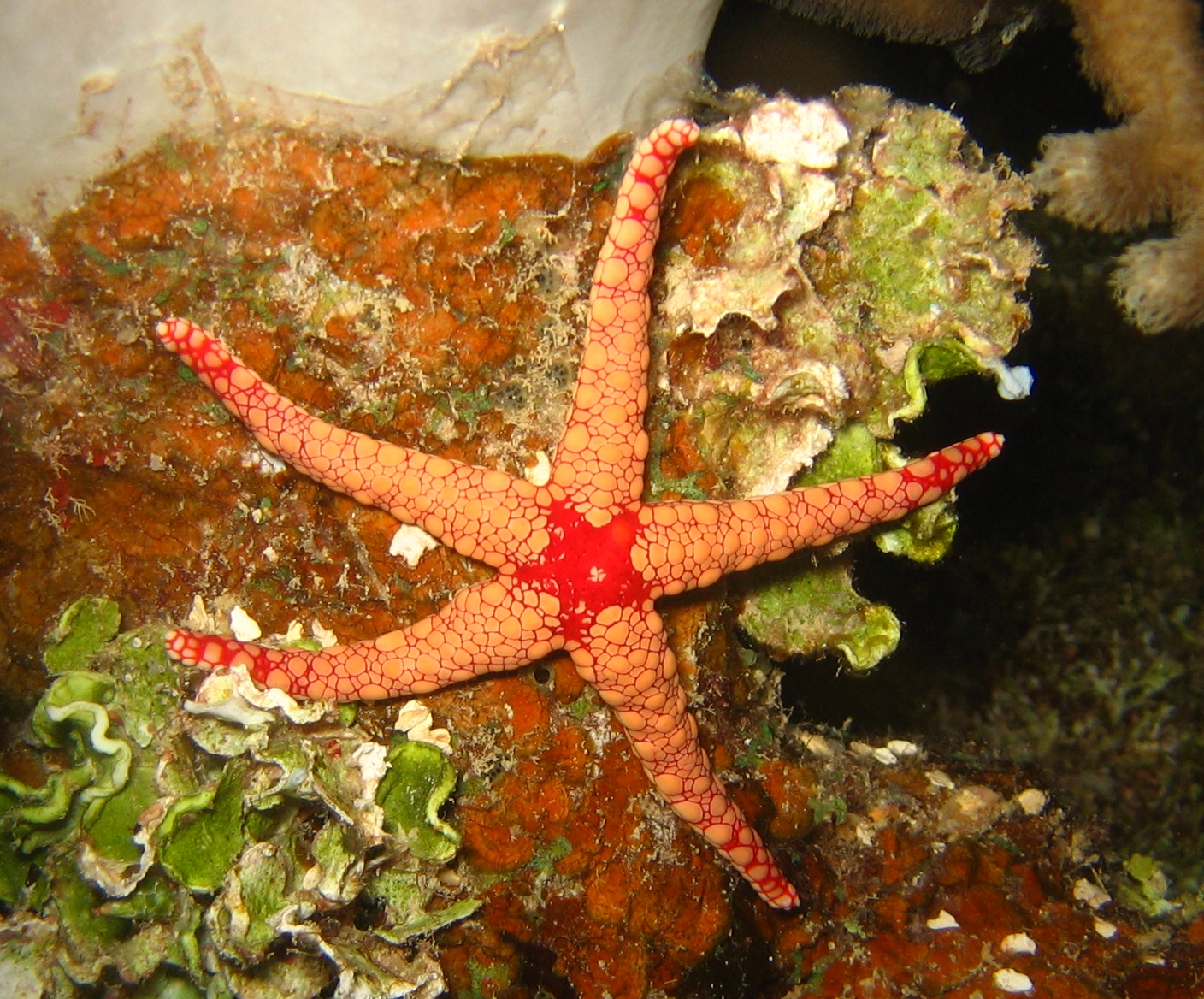
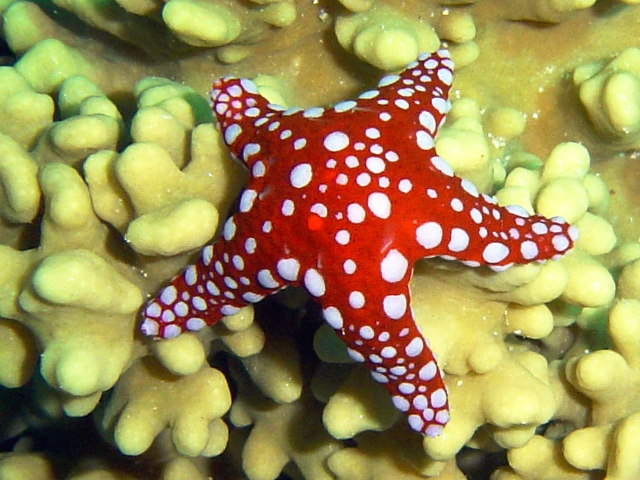
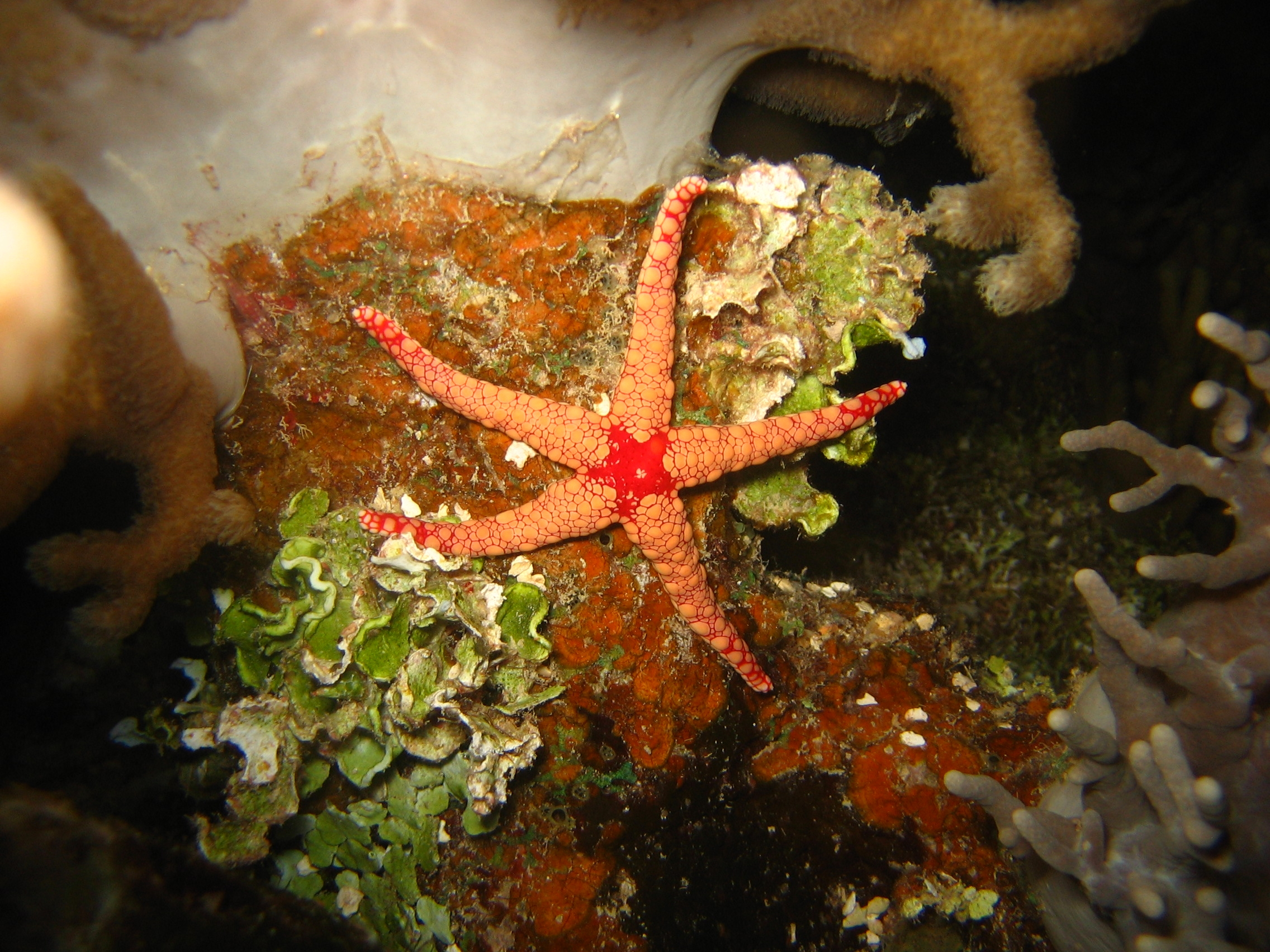